# وبیورن رودال
وبیورن رودال (نروژی: Vebjørn Rodal؛ زادهٔ ۱۶ سپتامبر ۱۹۷۲) دونده دو نیمه‌استقامت اهل نروژ بود.
از افتخارات وی میتوان به کسب مدال طلا دو ۸۰۰ متر در بازی‌های المپیک تابستانی ۱۹۹۶ اشاره کرد.